# Giovanni Malpaghini
Giovanni Malpaghini, dit Giovanni da Ravenna (« Jean de Ravenne »), né à Ravenne sans doute vers 1346, mort probablement à Florence en 1417 ou peu après, est un lettré italien, secrétaire de Pétrarque dans sa jeunesse, puis professeur de rhétorique.

## Biographie
Giovanni Malpaghini a été confondu avec son contemporain plus connu Giovanni Conversini, lui aussi appelé usuellement « Giovanni da Ravenna » (et leurs biographies présentent plusieurs similitudes). La distinction entre les deux a été faite en 1906 par Remigio Sabbadini.
Son père s'appelait Jacopo. En 1363, il suivait les cours de rhétorique et de grammaire de Donato Albanzani (it) à Venise. Pendant l'été 1364, Albanzani le présenta à Pétrarque, et il devint secrétaire et copiste de ce dernier pendant environ trois ans. C'est l'épisode de son existence qui lui a assuré la plus grande notoriété.
Dans plusieurs de ses lettres, Pétrarque fait un vibrant éloge de ce jeune disciple, plein de qualités intellectuelles et morales selon lui. Malpaghini transcrivit pour lui notamment ses lettres, ses Rerum vulgarium fragmenta, un exemplaire annoté des Tusculanes de Cicéron. Le 21 avril 1367, cette collaboration s'interrompit brusquement : selon une lettre de Pétrarque à Albanzani (Sen., V, 5), le jeune homme se présenta devant lui « le visage et le cœur changés » et lui annonça qu'il abandonnait son service parce qu'« il ne voulait plus écrire ».
Le jeune Giovanni partit en direction de Naples, pas pour longtemps, car dans une autre lettre de Pétrarque à Albanzani (Sen., V, 6), écrite le 11 juillet suivant de Pavie où le poète venait d'arriver, il raconte avoir trouvé le jeune homme dans cette ville chez son gendre Francescuolo da Brossano, revenu piteux après quelques mésaventures. C'est en décembre 1367 ou au début 1368 que Malpaghini quitta définitivement Pétrarque, avec deux lettres de recommandation du maestro : au secrétaire pontifical Francesco Bruni, et à Ugo Sanseverino, comte de Potenza (Pétrarque lui conseillait d'aller en Calabre apprendre le grec). Pendant les derniers mois auprès du poète, Malpaghini transcrivit pour lui la traduction latine de l'Iliade et de l' Odyssée par Léonce Pilate (Paris. lat. 7880/I-II).
Malpaghini se rendit à Rome auprès de Francesco Bruni ; il fit alors la connaissance de Coluccio Salutati, à qui il succéda en mars 1370 comme assistant de Bruni. Il quitta alors Rome pour Avignon en compagnie de ce dernier. Dans une lettre datée du 24 mai 1371 (Var. 15), la dernière où il parle de Malpaghini, Pétrarque écrit à Bruni avoir reconnu la main de son ancien secrétaire dans une lettre du pape.
Le 25 juillet 1374 (une semaine après la mort de Pétrarque), Coluccio Salutati écrivit une lettre (conservée) à Malpaghini, dont le contenu montre qu'ils se connaissaient depuis un bon moment déjà, avec un post-scriptum lui demandant confirmation de la mort du poète ; un court texte intitulé Conquestus de morte Petrarcæ, conservé dans un manuscrit de la Bibliothèque ambrosienne (Ms. D.93.sup., fol. 138v), a été identifié comme la réponse de Malpaghini à ce post-scriptum, et il s'agit du seul texte original conservé de lui. Par la lettre suivante de Salutati à Malpaghini, datée du 24 mars 1375, nous apprenons que le destinataire s'est rendu à Padoue auprès des héritiers de Pétrarque pour empêcher que certaines œuvres inachevées (notamment l'Africa) ne soient détruites.
La lettre suivante de Salutati à Malpaghini qui soit conservée date de mars 1391 ; en fait, nous comprenons que dans la période intermédiaire il y a eu une brouille, et que d'autre part Malpaghini s'était taillé à cette époque une grande réputation en rhétorique, qui le faisait comparer parmi les lettrés à Cicéron. C'est à partir de 1394 qu'on a des attestations de l'enseignement de rhétorique et de poésie de Malpaghini au Studio fiorentino. Cet enseignement dura probablement jusqu'en 1417, avec deux interruptions dues à des fermetures du Studio (en 1400/01 et en 1407/12). En 1401, il reçut de la Seigneurie le droit d'acquérir des biens immobiliers sur le territoire florentin, « prout si esset civis Florentinus et de civitate Florentia ». Il eut parmi ses élèves plusieurs des représentants de l'humanisme florentin de la première moitié du XVe siècle.